# كأس مصر 1925–26
كأس مصر لكرة القدم 1925–26 ويعرف أيضًا بـكأس الأمير فاروق 1925–26 هو النسخة الخامسة من أعلى بطولة إقصائية مصرية وهي كأس مصر لكرة القدم. لعب النهائي بين ناديي الأهلي والاتحاد السكندري للموسم الثاني على التوالي، وهو النهائي الرابع الذي يلعبه الاتحاد السكندري. انتهى النهائي بالتعادل 2–2، واقتضت القواعد حينها أن تعاد المباراة مرة أخرى، وهو ما حدث بالفعل في النسختين الماضيتين، فأعيدت المباراة وانتهت بفوز الاتحاد بنتيجة 3–2، ليتوج الاتحاد بذلك أول ألقابه في هذه البطولة بعد أن سبقت له الوصافة ثلاث مرات.

## النهائي
| النهائي                                          | الأهلي                   | 2–2   | الاتحاد السكندري |  |
|                                                  | حسين حجازي · أحمد سليمان | تقرير | جمال البرنس      |  |
| ملاحظة: اقتضت القواعد إعادة المباراة لتحديد فائز |                          |       |                  |  |

| إعادة النهائي | الأهلي                          | 2–3   | الاتحاد السكندري         |  |
|               | محمود مختار التتش · أحمد سليمان | تقرير | السيد حودة · جمال البرنس |  |